# Punamusta
Punamusta Oy (букв. «красно-черный») — финская печатная компания, оказывающая широкий спектр высококачественных типографских услуг. Продукция поступает как на рынок Финляндии (84,1%), так и на рынки Северной Европы (9,6%) и России (6,3%). АО «Пунамуста» является частью концерна Pohjois-Karjalan Kirjapaino, которому принадлежит также несколько северно-карельских газет, компаний недвижимости, автодилерских предприятий и т. д. Основное производство располагается в Йоэнсуу, часть печатных машин находится в Тампере и Нурмесе.